# 대관령 전투
대관령 전투는 한국 전쟁기인 1951년 5월 16일 한국군과 중국 인민해방군 사이에서 일어난 전투이다.

## 배경
1951년 5월 16일 중궁군의 5월 공세가 현리로 집중된다. 이를 방어하기 위해 배치된 당시 국군 제3군단은 강원도 평창군 하진부리에서 6번국도와 갈라져 북상하는 외길인 31번 국도를 보급로로 이용하게 된다.
그리고 이 31번 국도에서 가장 중요한 길목이 오마치 고개였다. 그러므로 오마치 고개를 반드시 방어해야 했고 이에 유재홍 제3군단장은 오마치 고개와 부근 대암산에 1개 대대를 배치한다.
그런데 부대가 배치된 후 얼마 지나지 않아 미 제10군단장 알몬드 소장으로부터 항의 전화가 걸려온다. 오마치 고개는 미 10군단의 작전구역이라는 것이었다. 유재홍 군단장은 오마치 고개의 중요성을 설명하지만
계속해서 철수를 요구하고 결국 철수한다.
오마치 고개에서 한국군 1개 대대가 철수한지 5일 후 1951년 5월 16일 예상대로 중공군은 대공세를 시작하며 오마치 고개를 노렸다. 공세 하루만인 5월 17일, 중공군은 미 10군단에 배속된 국군 제 7사단은 돌파하고
1개 중대를 선발로 보내 오마치 고개를 점령한다.
제 9단장 최석 준장과 제 3사단장 김종오 준장은 후방의 오마치 고개를 공격할 계획을 세운다. 유재홍 소장은 제3사단과 제9사단에게 오마치 고개를 탈환할 것을 명령한다.

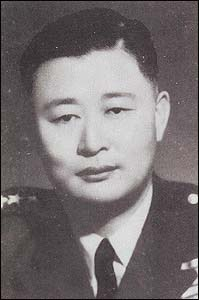
백선엽 장군

제3사단과 제 9사단은 탈환을 시도하지만 이미 사단 규모로 늘어나있던 중공군의 포위를 받고 31번 국도는 차단되어버리고 만다. 후방이 막힌 국군은 장비를 버리고 후퇴한다.
미 8군사령관 벤플리트는 그의 예상과 달리 중공군의 5월 공세가 서울이 아닌 중동부에 집중되자 후방에 배치했던 미 제3사단과 미 제18공수여단을 중동부전선으로 이동시킨다. 공세 4일 째, 중공군은 병참의 문제로
기세가 누그러지고 이에 중공군 요충지인 운두령 일대를 공겨한다. 미 제3사단이 막강한 화력으로 5월 22일 운두령을 점령하게 되면서 중공군도 위기에 빠지게 된다.

## 전투
강릉에는 우리 공군의 유일한 출격 기지인 k-18비행장이 있고, 폭탄과 보급품이 쌓여 있던 곳이었다. 또한 미 공군의 P-51무스탕 전투기가 출격하는 곳이어서 강릉을 잃으면 공군기지와 동해안의 보급항도 잃게 되는 상황이었다.
강릉을 지키려면 요충지인 대관령을 지켜야 했다. 한편 국군 제3군단의 패잔병들이 대관령으로 들어오게 되고 중공군의 추격군이 따라올 것이 분명해졌다.
이에 국군 제1군단장 백선엽 소장은 한신 대령이 지휘하는 수도사단 예하의 제 1연대를 대관령 방어에 급파하기로 한다. 우여곡절 끝에 제 1연대는 고지를 선점해 전투에서 승리할 수 있었다. 2,3차 공격도 막아낸 후
대관령을 사수하게 된다. 이로써 중공군의 돌파구를 저지할 수 있었고 강릉의 위기를 해소하게 되었다.

## 결과
중공군은 대관령 전투에서 입은 피해로 인해 휴전에 임박해서야 공세를 펼칠 수 있을 정도로 전력과 보급에 차질이 생겼다.